# 週明け
週明け（しゅうあけ）とは、週末とは逆に、新たな一週間が始まる（明ける）ことの意味を示すものである。
通常、月曜日を基点としているところがほとんどであるが、日曜日を基点にすることもある。月曜日がハッピーマンデーや振替休日などの祝日で休みの時は、火曜日、水曜日、木曜日が週明けになることもある。ただし、毎年12月から翌年の1月にかけての年末年始の場合はこの限りではない。